# قائمة إصدارات الطوابع البريدية في المنامة

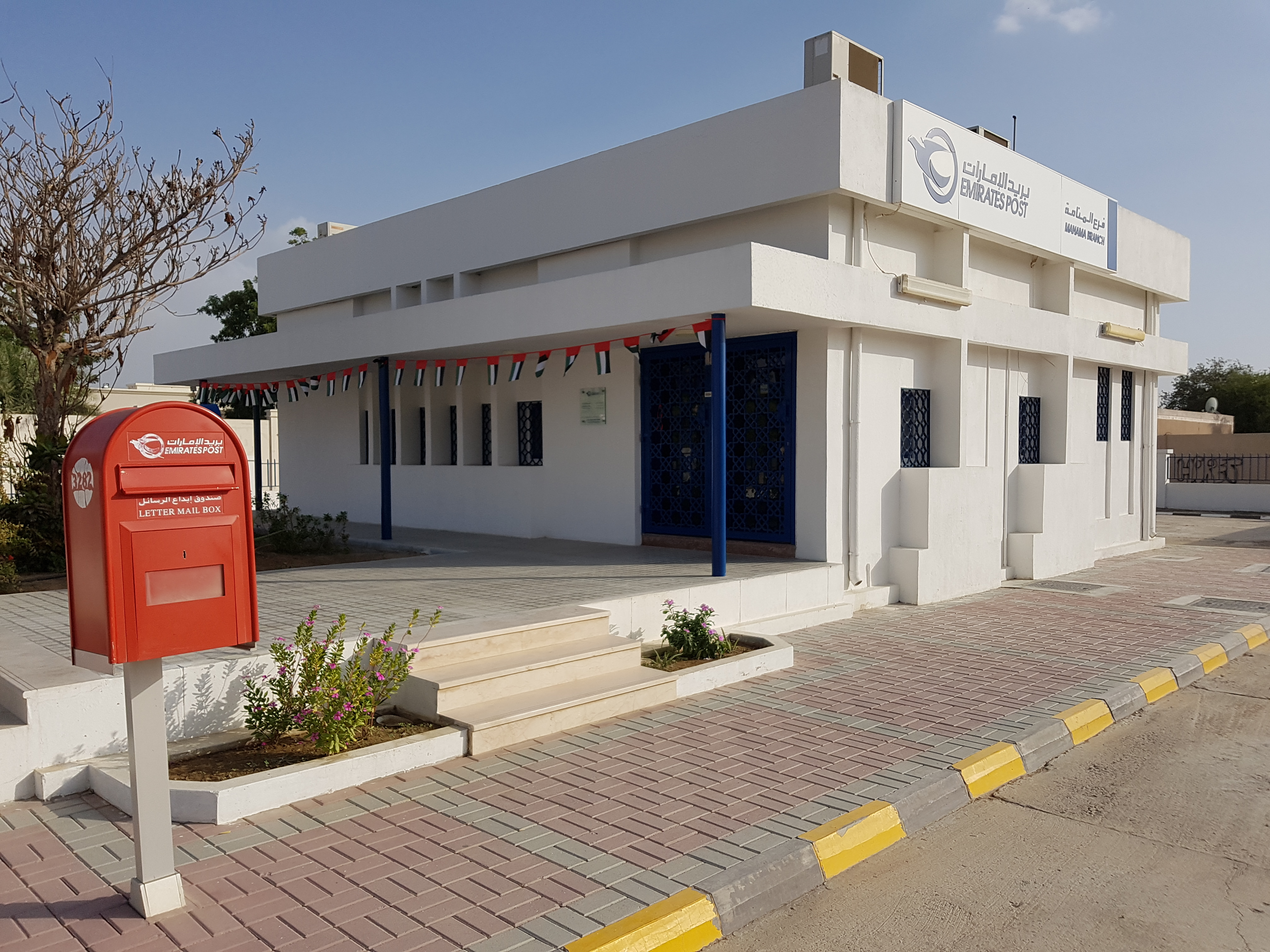
أصدر مكتب بريد المنامة، وهو اليوم فرع من فروع بريد الإمارات، في الأصل طبعات ضخمة من الطوابع في الستينيات.

أدارت المملكة المتحدة العلاقات الخارجية لإمارات الساحل المتصالح نتيجة لمعاهدة «الاتفاقية الحصرية» لعام 1892، بما في ذلك إدارة البريد والبرق - حيث تكن هذه الإمارات منتمية للاتحاد البريدي العالمي. افتتحت حكومة الهند أول مكتب بريد في دبي في عام 1941. وفي عام 1948، وتولت إدارته وتشغيله الوكالات البريدية البريطانية في شرق شبه الجزيرة العربية، وهي شركة تابعة لمكتب البريد العام. كانت الطوابع في ذلك الوقت عبارة عن طوابع بريطانية مقابل رسوم إضافية بقيمة الروبية، حتى عام 1959، حيث أصدرت مجموعة من طوابع بريدية تحمل اسم «الإمارات المتصالحة» من دبي.
في عام 1963، تنازلت المملكة المتحدة عن مسؤوليتها عن الأنظمة البريدية في الإمارات المتصالحة إلى حكام الإمارات المتصالحة. لذا أصدرت إمارة عجمان أول طوابعها البريدية في سنة 1964.
من بين هذه الإصدارات، بعد افتتاح مكتب بريد في المنامة بإمارة عجمان بتاريخ 5 يوليو 1966، أصدرت تسع طبعات تحمل اسم «المنامة ملحقة إمارة عجمان». قلة من هواة جمع الطوابع كانوا يدركون أن المنامة كانت عبارة عن قرية زراعية نائية فيها عدد قليل من المنازل المبنية من طوب اللبن على سهل يطل عليه جبال الحجر.
انتهت ترتيبات فينبار كيني عندما توحدت الإمارات العربية المتحدة في ديسمبر 1971.
هذه قائمة إصدارات الطوابع البريدية في المنامة ملحقة إمارة عجمان:

## إصدارات عام 1968

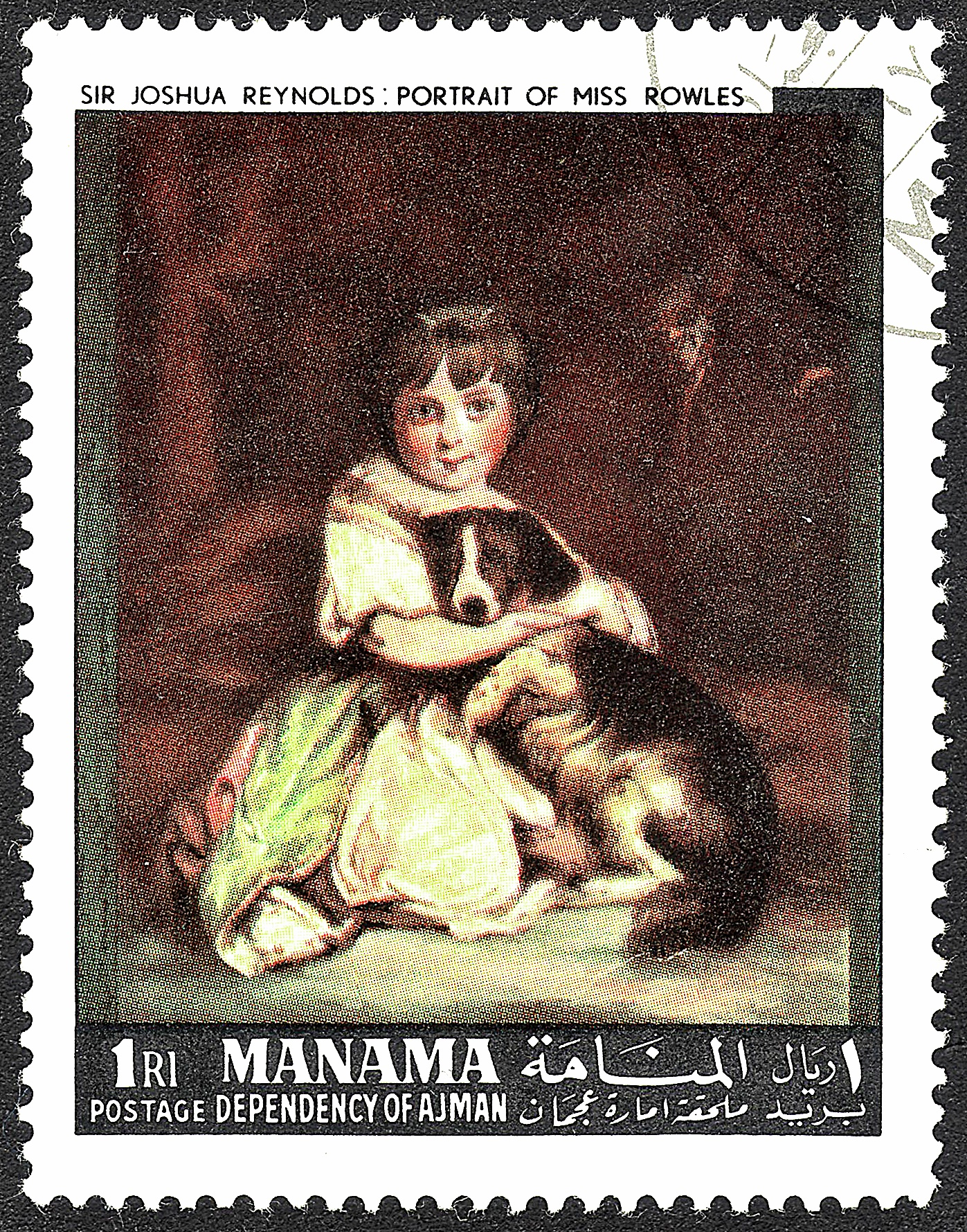
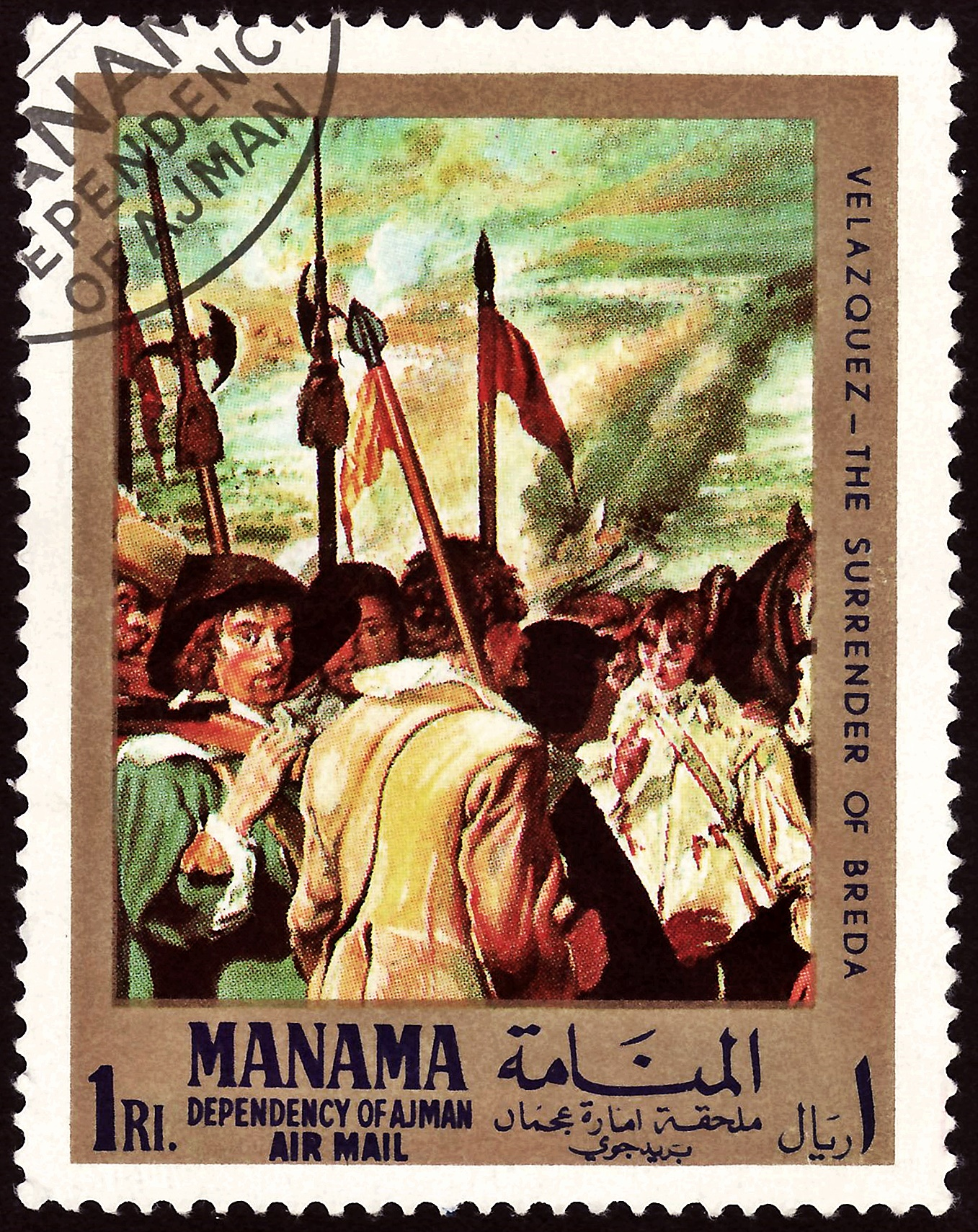

## إصدارات عام 1970

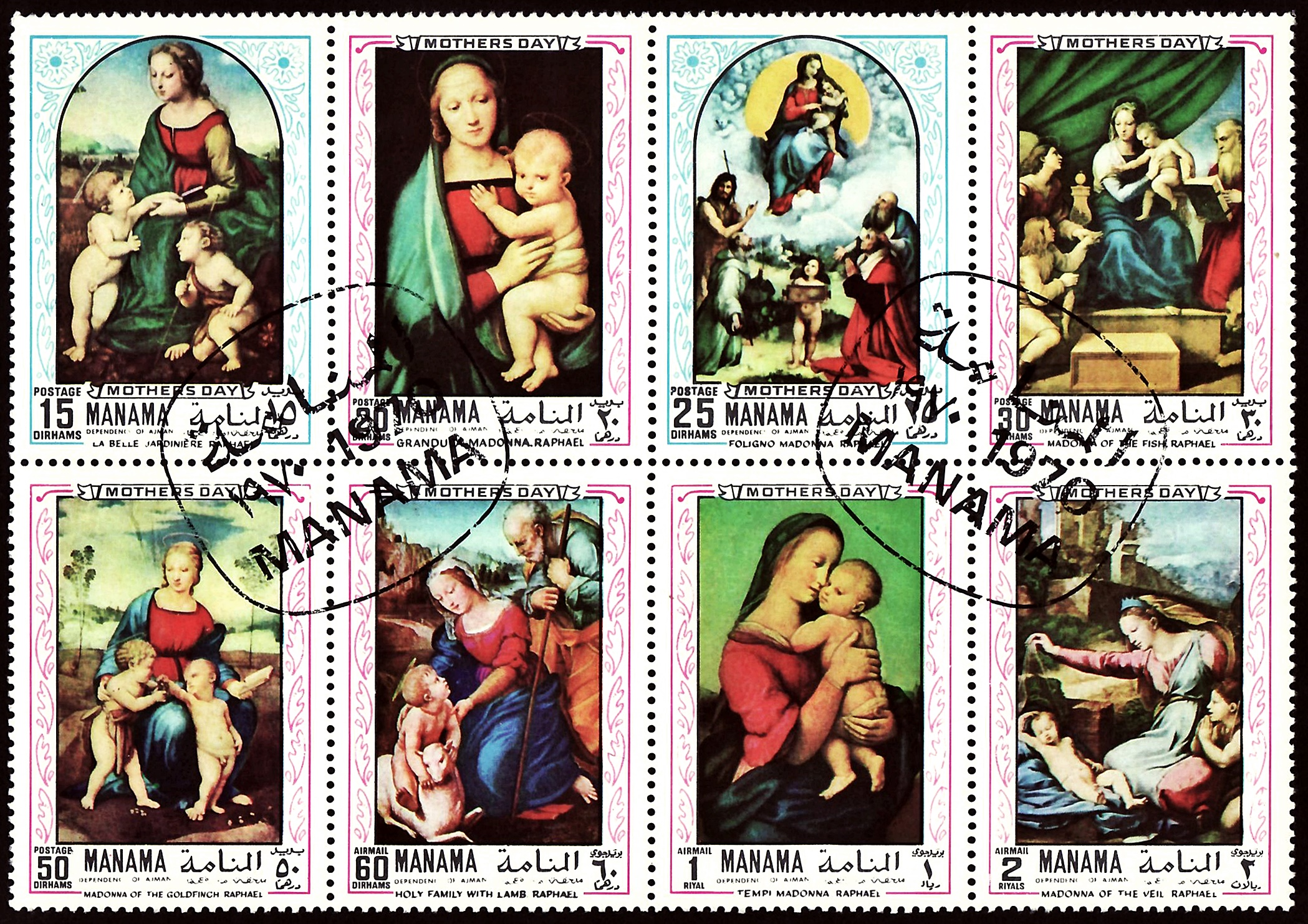
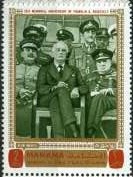

## إصدارات عام 1971

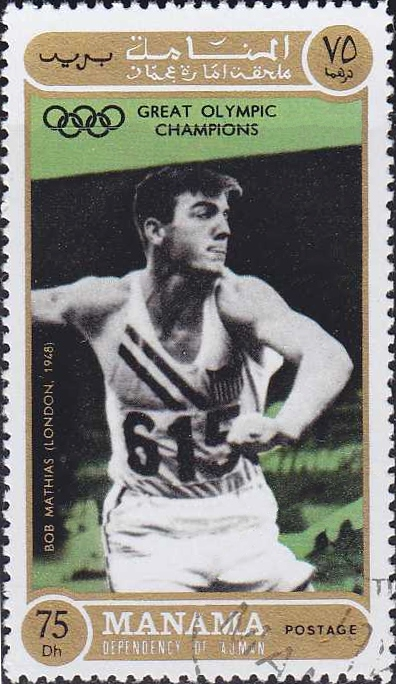
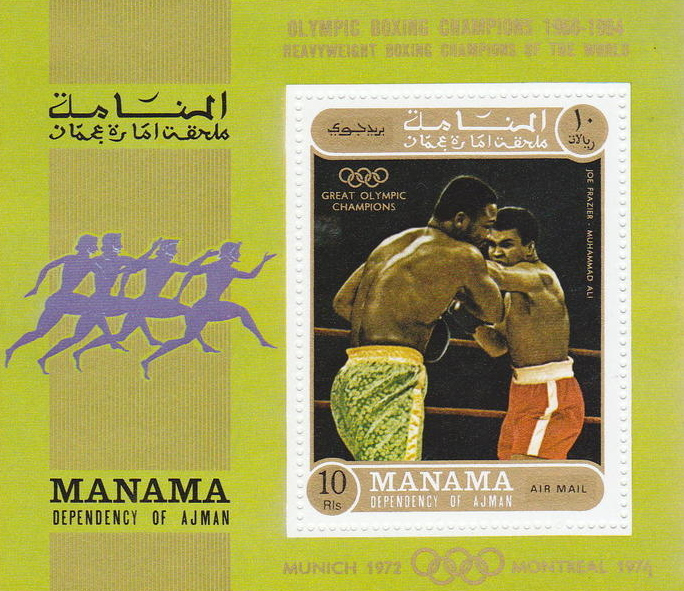
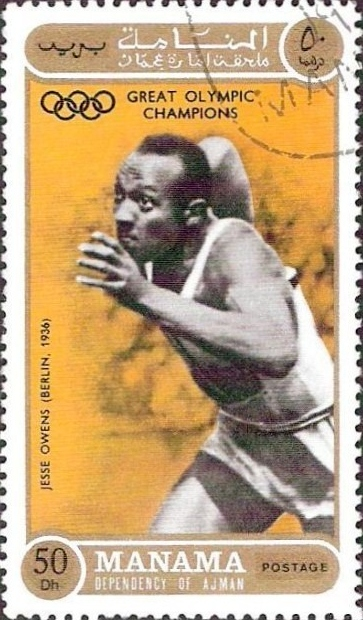
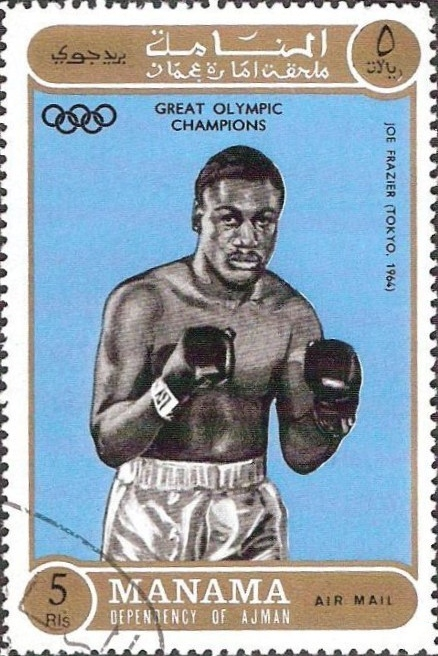
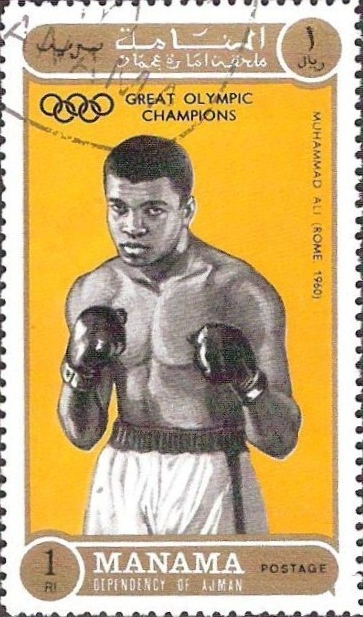

## إصدارات عام 1972

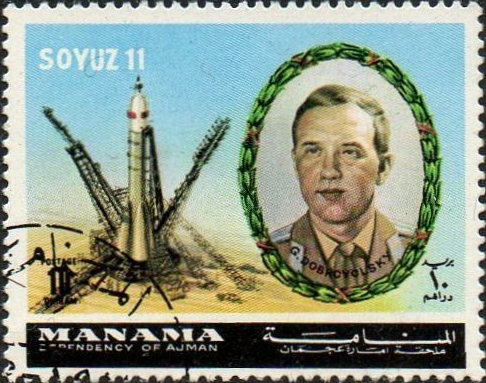
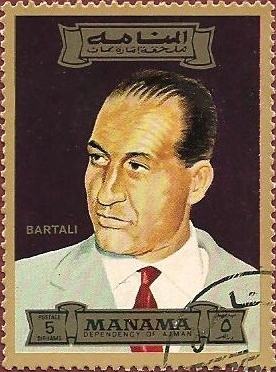
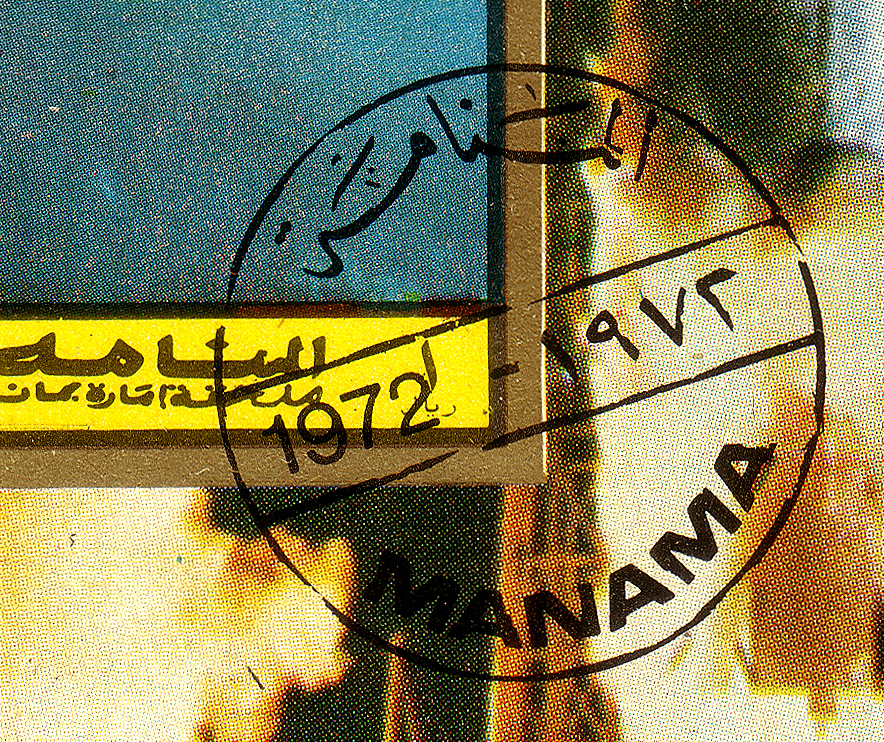
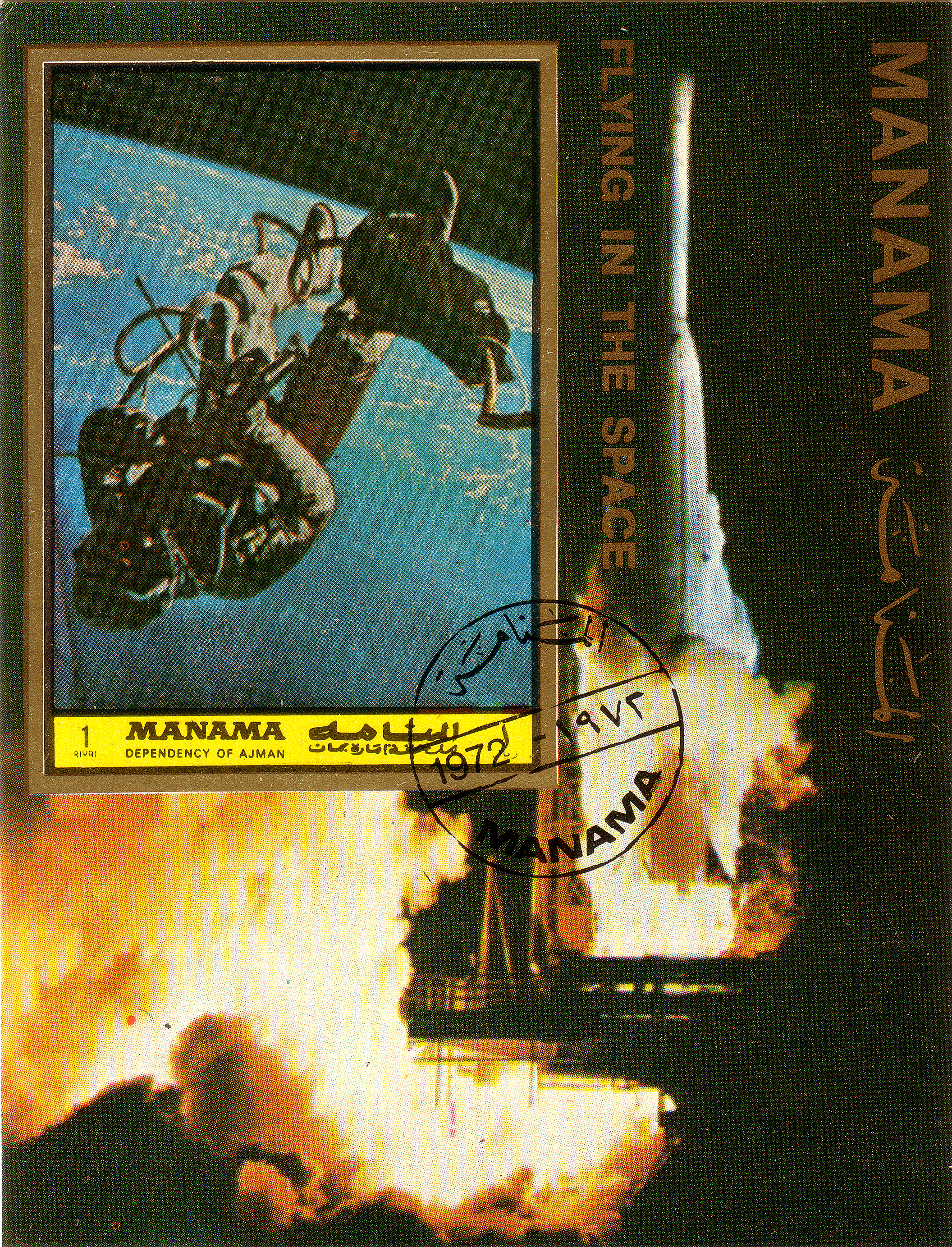
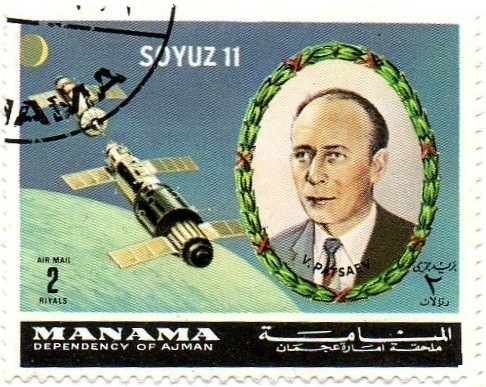
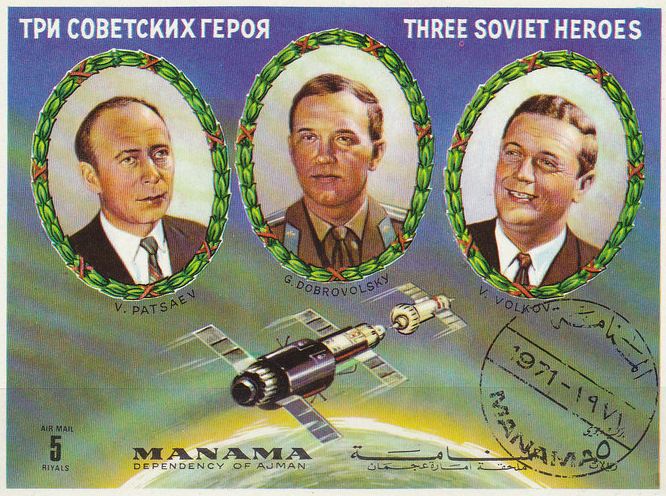